# Dommartin-la-Chaussée
Dommartin-la-Chaussée település Franciaországban, Meurthe-et-Moselle megyében. Lakosainak száma 27 fő (2022. január 1.). Dommartin-la-Chaussée Charey, Dampvitoux, Hagéville és Saint-Julien-lès-Gorze községekkel határos.

## Népesség
A település népességének változása:
| Lakosok száma | 32   | 23   | 17   | 51   | 37   | 36   | 34   | 32   | 30   | 27   |
|               | 1968 | 1982 | 1990 | 2006 | 2013 | 2015 | 2017 | 2019 | 2020 | 2022 |